# Aleksandretta chińska
Aleksandretta chińska (Psittacula derbiana) – monotypowy gatunek dużej górskiej papugi z podrodziny papug wschodnich (Psittaculinae), w rodzinie papug wschodnich (Psittaculidae).

## Systematyka
Pierwotna nazwa gatunku Palæornis Derbianus, aktualnie nieuznawana, została zaproponowana 11 listopada 1850 r. przez Louisa Frasera, brytyjskiego przyrodnika, wcześniejszego kustosza muzeum Zoological Society of London do 1846 r. Opisany przez Frasera okaz (holotyp) pochodził z kolekcji 13. hrabiego Derby w Knowsley i znajdował się tam wiele lat przed 1850 r. Za rok opisania gatunku uznaje się 1852, gdyż dopiero wtedy artykuł Frasera ukazał się drukiem na łamach „Proceedings of the Zoological Society of London”.
Obecnie gatunek zaliczany jest do rodzaju Psittacula. Nie wyróżnia się podgatunków.

### Etymologia
Zarówno naukowa, jak angielskie (Lord Derby’s parakeet lub Derbyan parakeet) nazwy tej papugi upamiętniają Edwarda Smitha-Stanleya (1775–1851), lorda, 13. hrabiego Derby, prezydenta Zoological Society of London w latach 1831–1851, przyrodnika.

## Morfologia

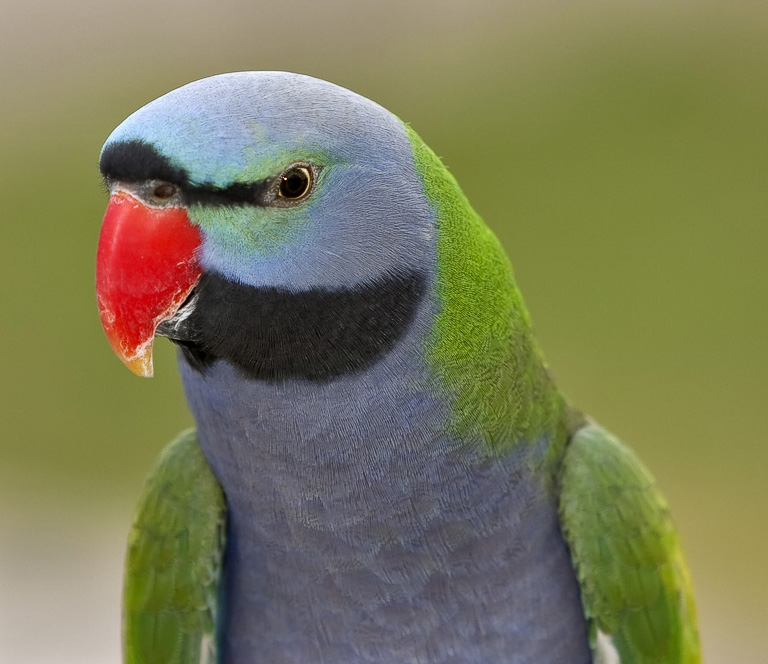
Dojrzały samiec aleksandretty chińskiej

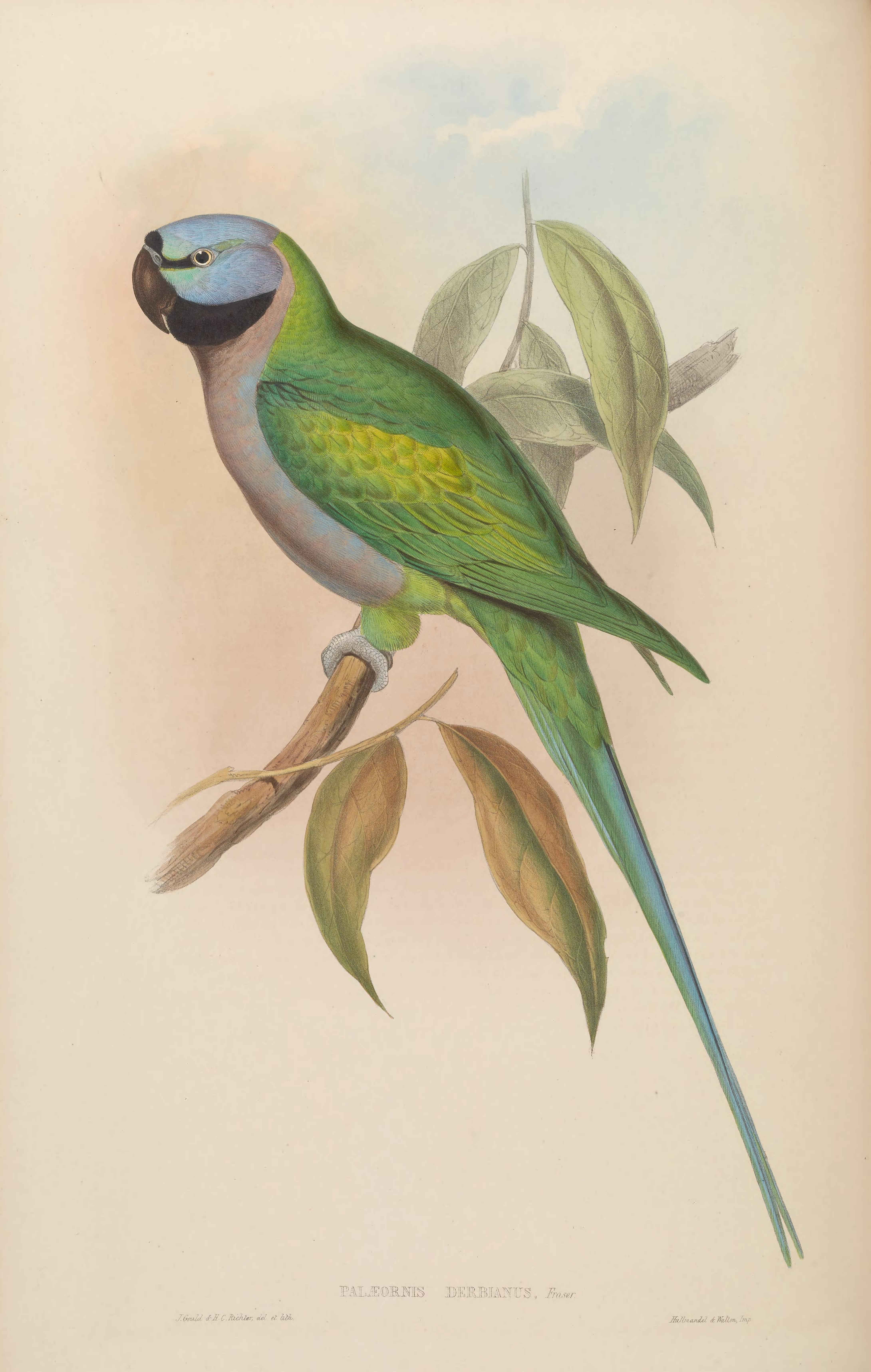
Litografia ręcznie kolorowana Johna Goulda z Ptaki Azji, Londyn 1850–1883

Masywna głowa, silny dziób, masywny język, długi ogon. Ogon może ulegać postrzępieniu lub zniszczeniu, zwłaszcza w wyniku aktywności lęgowej, przez co niektóre osobniki mają krótkie ogony. Dorosłe osobniki osiągają długość 46–51 cm od podstawy dzioba do końcówki ogona, długość ogona to 27 cm. Dorosłe osobniki osiągają masę w zakresie ok. 250–350 gramów.
Skrzydła, tył głowy, grzbiet zielone. U dojrzałych samców kolor brzucha jest bardziej intensywny niż u samicy i osobnika młodego. Głowa i pierś liliowe/wrzosowe oraz niebiesko-szare. Obecne tzw. broda oraz wąsy, czyli czarne pasy na gardle oraz pomiędzy oczami nad woskówką. Ogon zielono-niebieski. Tęczówka oka u osobników dojrzałych écru, u młodych ciemnoszara. Stopy szare. Osobniki młode mają pomarańczowy dziób, który z czasem czernieje. Następnie górna część dzioba samca w wieku około 3 lat wybarwia się ostatecznie z barwy czarnej do czerwonej. Pierwsze oznaki początku procesu wybarwiania dzioba występują zwykle po pierwszym roku życia. Samce posiadają także lekko bardziej zaniebieszczone od samicy czoło oraz delikatne zagięcie w górę tzw. brody. Dojrzałe samice cały dziób mają czarny. Wśród osobników młodocianych rozróżnienie płci jest trudne.

## Zasięg występowania, ekologia i zachowanie

### Występowanie
Południowo-zachodnie Chiny: zachodni Syczuan, Junnan, Hunan, południowo-wschodni Tybetański Region Autonomiczny.
Północno-wschodnie Indie: północno-wschodni Arunachal Pradesh, północno-wschodni Asam. Sumaryczny obszar występowania to ok. 370 000 km².
Papuga zamieszkuje tereny górskie od 1250 do 4000 m n.p.m. w lecie (granica wiecznych śniegów w Himalajach) i do 3300 m n.p.m. w zimie. Ptak występuje w lasach liściastych, iglastych, mieszanych np. sosnowo-dębowych oraz lasach i zaroślach różanecznikowych. Jest najbardziej odpornym na zimno gatunkiem z rodzaju Psittacula.
Do wysokości ok. 2500 m n.p.m. występują w Himalajach drzewa liściaste, topole, dęby, kasztanowce, jarzębiny. Powyżej tej granicy dominują rośliny iglaste, m.in. sosna himalajska, świerk himalajski, cedr himalajski. Lasy i zarośla różanecznikowe znajdują się na wysokościach od 2600 do 3700 m n.p.m. Ptak preferuje tereny wzdłuż zboczy dolin oraz tereny zagospodarowane rolniczo w dolinach.
Gatunek nie migruje, jednak sporadycznie zalatuje z Chin do północno-wschodnich Indii w okresie od maja do września. Najczęściej występuje głównie w grupach 40–50 osobników. Obserwuje się jednak większe grupy do 150 osobników. Populacja naturalna prawdopodobnie zmniejsza się.
W Chinach stwierdza się występowanie gatunku w miastach poza naturalnym obszarem występowania, np. w Lhasie. W Polsce stwierdza się pojedyncze osobniki, które prawdopodobnie uciekły z wolier. Z daleka od innych ptaków odróżnia ją długi ogon oraz charakterystyczne głośne skrzeczenie.

### Pożywienie
W warunkach naturalnych: nasiona i siewki, owoce, nektar, kwiaty, orzechy, pąki liści, młode pędy roślinne. Do diety należą m.in. nasiona sosny chińskiej (Pinus tabulaeformis), kotki (bazie) himalajskiej topoli Populus ciliata, jęczmień, proso, kukurydza. Okazjonalnie pożywia się bezkręgowcami, w tym owadami. Osobniki obserwowane w miastach i na terenach rolniczych w Chinach żywiły się także jabłkami, orzechami włoskimi, nasionami wiązu i tui.

### Lęgi

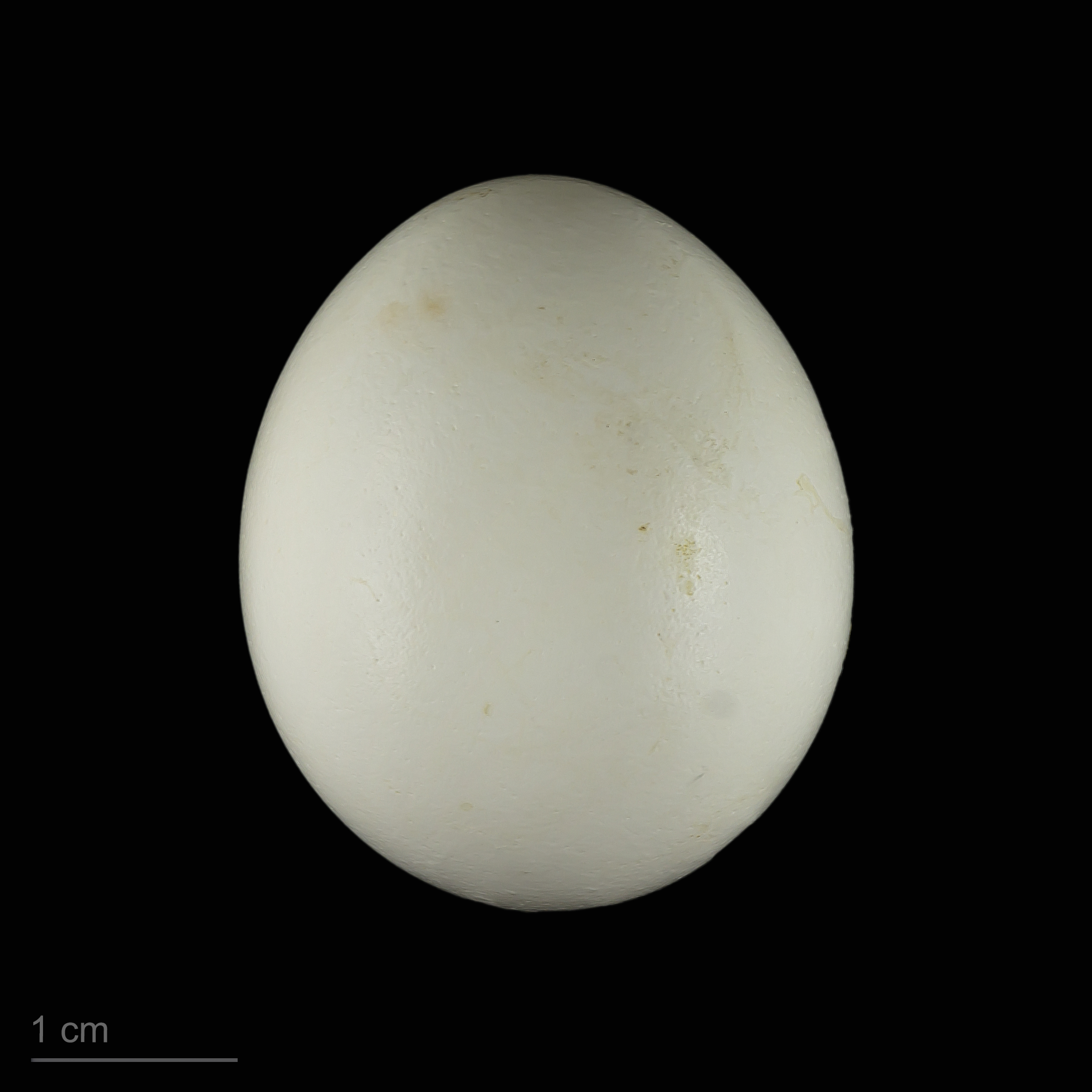
Jajo aleksandretty chińskiej

Do lęgów ptaki wyszukują dużych dziupli i innych otworów w wysokich drzewach, m.in. sosny chińskiej lub topoli P. ciliata. Na wolności ptaki osiągają dojrzałość płciową w wieku ok. 5 lat, w warunkach hodowlanych w wieku 2–3 lat. Składają 2–4 białe jaja o przeciętnych rozmiarach 36 × 28 mm i masie 16 g, których inkubacja w warunkach naturalnych trwa między 23 a 28 dni, średnio 24 dni. W warunkach naturalnych lęgi trwają od marca do czerwca, przy czym maksimum przypada w maju. Etap podlota ptak osiąga po 8–9 tygodniach od wyklucia. Średnia długość pokolenia to 7,1 lat. Długość życia w zakresie 20–30 lat.

### Odgłosy
Ptak wydaje głośne dźwięki na granicy skrzeczenia i przenikliwego pisku. Nawołując partnera, po zauważeniu stada lub czasami zbierając się do lotu wydaje krótkie serie (od 1 do 5) odgłosów. Niechęć okazuje poprzez stosunkowo ciche warczenie/mruczenie. W sytuacji bezpośredniego zagrożenia, np. po schwytaniu, krzyczy wydając odgłos zbliżony do krakania.

### Wrogowie
Na papugi sporadycznie może polować pantera śnieżna i pantera mglista. Na populację ma wpływ człowiek, głównie poprzez kradzież jaj z gniazd w celu późniejszej inkubacji oraz kradzież piskląt w celu sprzedaży. Wpływ na zmniejszanie populacji ma także wycinanie lasów, szczególnie dotkliwe jest usuwanie starych, wysokich drzew.

## Status i ochrona
W Czerwonej księdze gatunków zagrożonych IUCN gatunek ten od 2024 r. ma status LC (ang. Least Concern). Wcześniej, od 2011 r. miał status NT (ang. Near Threatened, a w latach 2004–2011 posiadał status LC (ang. Least Concern). Liczebność populacji na wolności nie została oszacowana, ale ptak ten opisywany jest jako pospolity. Trend liczebności populacji oceniany jest jako spadkowy.
Papuga jest uznawana za szkodnika upraw. Eksport z Indii jest zabroniony, większość ptaków w niewoli pierwotnie wywieziono z Chin, gdzie gatunek nie podlegał ochronie do 1989 r. Aktualnie podlega ochronie w Chinach na podstawie Prawa Chińskiej Republiki Ludowej o ochronie przyrody obowiązującego od 1 marca 1989 r. Mnisi buddyjscy w Syczuanie angażują się w akcje przeciw kłusownikom, w tym starają się przeciwdziałać wybieraniu jaj. Ptaki dostępne na targach, np. w mieście Chengdu, najprawdopodobniej wykluły się w inkubatorach z wykradzionych jaj. Do pośredników i handlu trafiają ptaki ok. 2–3-miesięczne. Jako środki zaradcze przeciw kłusownictwu i zmniejszaniu się populacji proponuje się wspieranie działań mnichów buddyjskich, edukację, zwiększanie świadomości mieszkańców o nielegalności i szkodliwości wybierania jaj oraz instalację budek lęgowych.

## Hodowla
Ptak jest popularny jako zwierzę domowe na terenie występowania naturalnego. Rozmnożono go w niewoli po raz pierwszy w USA w 1930 r. Od lat 80. XX w. popularność hodowli na świecie, w tym w Polsce, rośnie. Jako ptak górski jest stosunkowo odporny na warunki panujące w Polsce w wolierach zewnętrznych. Woliery powinny zapewniać żerdzie w cieniu, ptak unika długotrwałego silnego nasłonecznienia. Ptak z natury spokojny, dobrze znosi inne osobniki swojego gatunku oraz obce gatunki w wolierach. Stosunkowo nieufny wobec człowieka, oswojenie osobnika dorosłego jest trudne. Posiada duże zdolności dźwiękonaśladowcze, w tym naśladowania mowy. Brak doniesień o wyhodowaniu odmian barwnych.
Ze względu na masywny dziób, ptak jest zdolny do zniszczenia drewnianych i drewnopochodnych (np. z klejonych płyt wiórowych) elementów wolier, dlatego najbezpieczniej trzymać go w wolierach metalowych.
Budki lęgowe muszą być wykonane z grubego drewna, najlepiej drążonych pni. Stosuje się pnie o wysokości ok. 60 cm, ważące 30–40 kg, z otworem o średnicy ok. 9 cm. Pnie takie wiesza się w górnej części woliery.
Cena stopniowo spada z ok. 1000 zł w 2008 r. za okaz do ok. 500 zł za okaz w 2018 r. Gatunek podlega rejestracji w Polsce. Związek stowarzyszeń Polska Federacja Ornitologiczna rekomenduje zwolnienie tego gatunku z obowiązku rejestracji.

## Obecność w kulturze

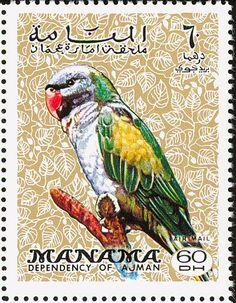
Aleksandretta chińska na znaczku pocztowym eksklawy Manama emiratu Adżman Zjednoczonych Emiratów Arabskich

Aleksandretta chińska była motywem znaczków pocztowych z następujących krajów i lat:
- Zjednoczone Emiraty Arabskie, Emirat Adżman, eksklawa Manama, 1970
- Korea Północna, 1975, 2019
- Sierra Leone, 1998
- Malediwy, 2015
- Gwinea, 2015